# Грб општине Мало Црниће
Грб Малог Црнића је према статуту општине званично обележје општине Мало Црниће. Премда је статутом означено као грб, ова квалификација је научно неутемељена, те је са научног аспекта обележје општине амблем.

## Блазон
Статут општине ово обележје Малог Црнића описује на следећи начин:
| „ | Грб као симбол Општине представља житно поље заобљеног правоугаоног облика уоквирено златно – жутом линијом, са чије доње стране се налази полукружна црвена трака на којој је белим словима исписан текст: „Општина Мало Црниће“. | ” |

За време страначког монизма и политичке доминације СКЈ на амблему се налазила идеолошки подобна црвена звезда петокрака, која је увођењем вишестраначја уклоњена са амблема.